# Dorcadion phenax
Dorcadion phenax är en skalbaggsart som beskrevs av Jakovlev 1900. Dorcadion phenax ingår i släktet Dorcadion och familjen långhorningar. Inga underarter finns listade i Catalogue of Life.